# Бродски Ступник
Бродски Ступник (на хърватски: Brodski Stupnik) е община в Бродско-посавска жупания, Хърватия.
Според преброяването от 2011 г. има 3036 жители, 97,9 % от които хървати.
Общината е известна с винопроизводството си.